# 沃爾特·麥克米倫
沃爾特·「約翰尼·D」·麥克米倫（英語：Walter "Johnny D." McMillian，1941年10月27日—2013年9月11日），男，美國阿拉巴馬州門羅維爾非裔伐木工人。他被當地執法部門誣告謀殺，法庭基於脅迫及虛構證供將他判罪，並且引用具爭議性的地方法例將他的刑罰由終身監禁改為死刑。在連翻上訴及得到《60分鐘時事雜誌》的報導下，他的案件終於被推翻，奈何他在無罪釋放前已經坐了6年的冤獄。事件於2019年拍成電影《不完美的正義》。

## 民事索償
獲釋後，麥克米倫向多個政府官員提出民事索償，包括門羅維爾的警長湯姆·泰特（Tom Tate）、地方檢察官辦公室的調查員拉里·伊克納（Larry Ikner）及阿拉巴馬州調查局的調查員西蒙·本森（Simon Benson）。因為當時的法例所限，美國最高法院裁定縣警長不需要就其行為向受害者的索償應訊，案件最終於庭外和解，麥克米倫獲得沒有披露金額的賠償，此案推動了阿拉巴馬州賠償法於2001年的通過。

## 死亡
坐牢的經歷令他得到了失智症，並於2013年9月11日與世詳辭，終年71歲。